# Cut Your Teeth
Cut Your Teeth is het titelnummer van de Britse zangeres Kyla La Grange voor haar tweede studioalbum Cut Your Teeth. Het nummer brak alleen in Denemarken, Nederland, Zweden en Zwitserland door. Naast het originele nummer, is "Cut Your Teeth" ook geremixt door de Noorse dj Kygo.

## Hitnoteringen

### Nederlandse Top 40
| Positie: | 36 | 34 | 29 | 25 | 23 | 19 | 22 | 24 | 26 | 28 | 30 | uit |

### NederlandseSingle Top 100
| Hitnotering: 16-08-2014 t/m 0404-2015 | Hitnotering: 16-08-2014 t/m 0404-2015 | Hitnotering: 16-08-2014 t/m 0404-2015 | Hitnotering: 16-08-2014 t/m 0404-2015 | Hitnotering: 16-08-2014 t/m 0404-2015 | Hitnotering: 16-08-2014 t/m 0404-2015 | Hitnotering: 16-08-2014 t/m 0404-2015 | Hitnotering: 16-08-2014 t/m 0404-2015 | Hitnotering: 16-08-2014 t/m 0404-2015 | Hitnotering: 16-08-2014 t/m 0404-2015 | Hitnotering: 16-08-2014 t/m 0404-2015 | Hitnotering: 16-08-2014 t/m 0404-2015 | Hitnotering: 16-08-2014 t/m 0404-2015 | Hitnotering: 16-08-2014 t/m 0404-2015 | Hitnotering: 16-08-2014 t/m 0404-2015 | Hitnotering: 16-08-2014 t/m 0404-2015 | Hitnotering: 16-08-2014 t/m 0404-2015 | Hitnotering: 16-08-2014 t/m 0404-2015 | Hitnotering: 16-08-2014 t/m 0404-2015 |
| Week:                                 | 1                                     | 2                                     | 3                                     | 4                                     | 5                                     | 6                                     | 7                                     | 8                                     | 9                                     | 10                                    | 11                                    | 12                                    | 13                                    | 14                                    | 15                                    | 16                                    | 17                                    | 18                                    |
| ------------------------------------- | ------------------------------------- | ------------------------------------- | ------------------------------------- | ------------------------------------- | ------------------------------------- | ------------------------------------- | ------------------------------------- | ------------------------------------- | ------------------------------------- | ------------------------------------- | ------------------------------------- | ------------------------------------- | ------------------------------------- | ------------------------------------- | ------------------------------------- | ------------------------------------- | ------------------------------------- | ------------------------------------- |
| Positie:                              | 96                                    | 52                                    | 55                                    | 48                                    | 44                                    | 27                                    | 23                                    | 26                                    | 27                                    | 24                                    | 21                                    | 23                                    | 24                                    | 24                                    | 28                                    | 40                                    | 46                                    | 56                                    |
| Week:                                 | 19                                    | 20                                    | 21                                    | 22                                    | 23                                    | 24                                    | 25                                    | 26                                    | 27                                    | 28                                    | 29                                    | 30                                    | 31                                    | 32                                    | 33                                    | 34                                    |                                       |                                       |
| Positie:                              | 74                                    | 74                                    | 68                                    | 65                                    | 65                                    | 71                                    | 70                                    | 75                                    | 82                                    | 75                                    | 78                                    | 85                                    | 92                                    | 97                                    | 81                                    | 99                                    | uit                                   |                                       |

### 3FM Mega Top 50
| Hitnotering: 23-08-2014 t/m 22-11-2014 | Hitnotering: 23-08-2014 t/m 22-11-2014 | Hitnotering: 23-08-2014 t/m 22-11-2014 | Hitnotering: 23-08-2014 t/m 22-11-2014 | Hitnotering: 23-08-2014 t/m 22-11-2014 | Hitnotering: 23-08-2014 t/m 22-11-2014 | Hitnotering: 23-08-2014 t/m 22-11-2014 | Hitnotering: 23-08-2014 t/m 22-11-2014 | Hitnotering: 23-08-2014 t/m 22-11-2014 | Hitnotering: 23-08-2014 t/m 22-11-2014 | Hitnotering: 23-08-2014 t/m 22-11-2014 | Hitnotering: 23-08-2014 t/m 22-11-2014 | Hitnotering: 23-08-2014 t/m 22-11-2014 | Hitnotering: 23-08-2014 t/m 22-11-2014 | Hitnotering: 23-08-2014 t/m 22-11-2014 | Hitnotering: 23-08-2014 t/m 22-11-2014 |
| Week:                                  | 1                                      | 2                                      | 3                                      | 4                                      | 5                                      | 6                                      | 7                                      | 8                                      | 9                                      | 10                                     | 11                                     | 12                                     | 13                                     | 14                                     | 15                                     |
| -------------------------------------- | -------------------------------------- | -------------------------------------- | -------------------------------------- | -------------------------------------- | -------------------------------------- | -------------------------------------- | -------------------------------------- | -------------------------------------- | -------------------------------------- | -------------------------------------- | -------------------------------------- | -------------------------------------- | -------------------------------------- | -------------------------------------- | -------------------------------------- |
| Positie:                               | 44                                     | 32                                     | 41                                     | 27                                     | 25                                     | 22                                     | 21                                     | 22                                     | 20                                     | 19                                     | 29                                     | 30                                     | 31                                     | 38                                     | uit                                    |